# Rochambeau (Schiff, 1911)
Die Rochambeau war ein 1911 in Dienst gestelltes Transatlantik-Passagierschiff der französischen Reederei Compagnie Générale Transatlantique, das Passagiere und Fracht zwischen Frankreich und New York City beförderte. Während des Ersten Weltkriegs blieb das Schiff im transatlantischen Personenverkehr. 1933 erfolgte die Außerdienststellung und 1934 der Abbruch in Dünkirchen.

## Geschichte

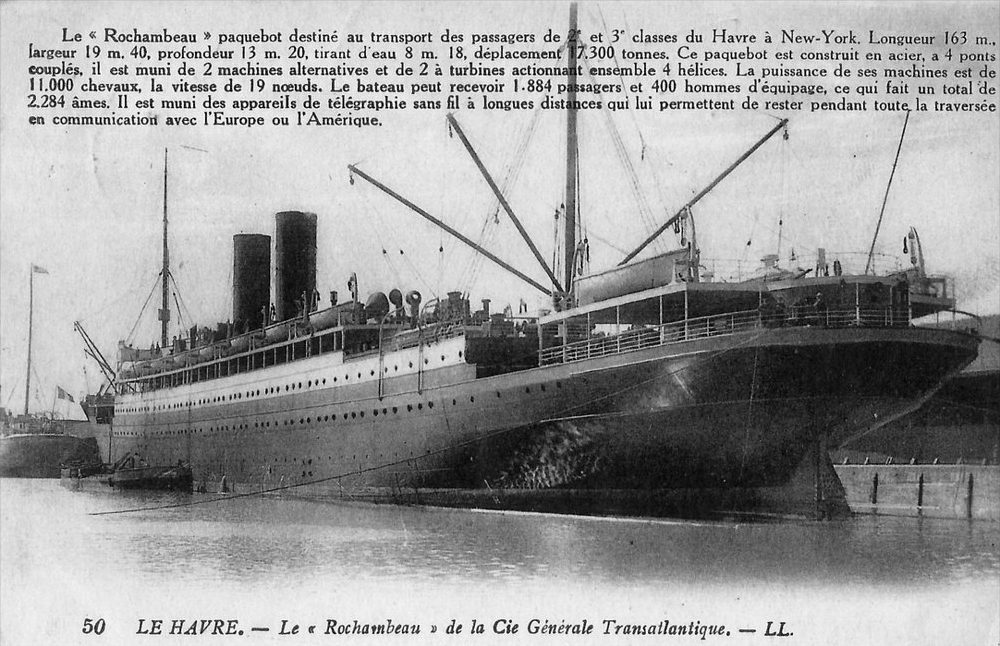
Die Rochambeau in Le Havre, ca. 1919.

Die CGT bestellte das 12.678 BRT große Dampfschiff Rochambeau im Jahr 1908 bei der Schiffswerft Chantiers et Ateliers de Saint-Nazaire in Saint-Nazaire, wo die Reederei seit Jahrzehnten ihre Passagierschiffe bauen ließ. Das nach Graf Rochambeau, Marschall von Frankreich, benannte Schiff war 163,1 Meter lang, 19,47 Meter breit und hatte vier Propeller, zwei Schornsteine und zwei Masten. Angetrieben von zwei Dreifachexpansions-Dampfmaschinen und zwei Dampfturbinen konnte der Dampfer bis zu 13.000 PS und eine Geschwindigkeit von 17 Knoten erreichen. Die Passagierunterkünfte waren für 428 Reisende Zweiter Klasse und 1700 Passagiere Dritter Klasse bemessen. Sie war eine etwas größere Version der 1908 in Dienst gestellten, bei der gleichen Werft gebauten Chicago (11.127 BRT).
Die Rochambeau lief am 2. März 1911 vom Stapel, wurde im August fertiggestellt und legte am 16. September 1911 in Le Havre zu ihrer Jungfernfahrt nach New York ab. Auf dieser Route blieb sie bis März 1915. Ab dem 4. April 1915 lief sie von Bordeaux aus nach New York aus. Während des Ersten Weltkriegs blieb die Rochambeau im nordatlantischen Passagierdienst, auch, weil das Flaggschiff der CGT, die France, während des Kriegs als Hospitalschiff diente und daher keinen Profit einfuhr.
Am 30. April 1917 wurde die Rochambeau etwa 15 Seemeilen vor der Mündung des Gironde von dem deutschen U-Boot UC 72 (Oberleutnant zur See Ernst Voigt) torpediert. Das Schiff hatte 229 Besatzungsmitglieder und 200 Passagiere an Bord, darunter einige US-Amerikaner. Laut Bericht des Kapitäns der Rochambeau, Dominique Joseph Juham, wurde der Torpedo aus einer Entfernung von etwa 800 Metern auf die Steuerbordseite des Schiffs abgelassen und  verfehlte das Heck um nur acht Meter.
Am 9. Januar 1919 begann die Rochambeau ihre letzte Fahrt auf der Bordeaux–New York-Route. Es folgte ein Umbau: Die Erste und Zweite Klasse wurden zur Kabinenklasse mit 475 Betten vereinigt, die Dritte Klasse bot Platz für 1450 Passagiere. Im Anschluss, ab dem 18. Februar 1919, bediente sie wieder die Strecke von Le Havre nach New York. Im August 1926 und Dezember 1927 folgten weitere Umbauten und Änderungen der Reiseklassen. Ihre letzte Überfahrt von Le Havre über Vigo nach New York fand im Juli 1933 statt. Im darauffolgenden Jahr wurde die Rochambeau in Dünkirchen abgewrackt.